# 로저 윌슨
로저 윌슨(Roger Wilson, 1958년 1월 1일 ~ )은 미국의 배우, 텔레비전 배우이다.
뉴올리언스에서 태어났다.

## 영화
- 마이 섹시스트 이어 (2007년)
- 임파서블 (1997년)
- 킬링 박스 (1993년)
- 포키스 2 (1983년)
- 7인의 신부 (1982년)
- 필사의 추적 (1981년)
- 포키스 (1981년)